# Presidente Alves (kommun)
Presidente Alves är en kommun i Brasilien.   Den ligger i delstaten São Paulo, i den södra delen av landet, 700 km söder om huvudstaden Brasília. Antalet invånare är 4 123.
Följande samhällen finns i Presidente Alves:
- Presidente Alves

Omgivningarna runt Presidente Alves är huvudsakligen savann. Runt Presidente Alves är det glesbefolkat, med 12 invånare per kvadratkilometer.